# ハリー・フォアマン
ハリー・フォアマンは、漫画『ドカベン』シリーズに登場する架空の人物。

## 人物
- 千葉県・クリーンハイスクールの主砲。外野手（右翼手）。左投左打。土井垣曰く「黒い弾丸」。
- 里中の球を軽く合わせるだけで本塁打にするほどの怪力の持ち主。長打力では山田にも劣らないと言われる。
- 守備はあまり得意ではない様だが、肩は非常に強く、送球も正確であった。
- 一度「ジョージ・フォアマン」と書かれた事がある。

## 経歴
- 山田の1年秋の関東大会では、一回戦で2打席連続本塁打。準決勝で明訓高校と対戦し、里中から3本塁打を放つが、延長の末敗れる。
- 同期の影丸隼人はドラフト外れ1位で中日に入団したが、彼はドラフトに掛からず、その後アメリカ・メジャー傘下の3Aで野球を続けていたらしい。8年目にメジャー昇格を果たす。
- 2004年、影丸と対戦したくなったということで日本に戻り、東京スーパースターズにテスト入団。主に一塁手、DHで出場。スタメンと控えを行き来している。
- プロ入り以降、作中で活躍が描かれる場面は無く、出塁した描写が一度も無い。さらに、2006年頃を最後に、作中に全く登場していない。
- 『ドカベン ドリームトーナメント編』において、病気の母親の介護のため、退団してアメリカに戻っていたことが明らかになった。

## 背番号
- 44 （2004年 - ）